# 1888
Năm 1888 (số La Mã: MDCCCLXXXVIII) là một năm nhuận bắt đầu vào Chủ Nhật trong lịch Gregory hay một năm nhuận bắt đầu vào ngày Thứ Sáu theo lịch Julius, chậm hơn 12 ngày. Ở Đức, năm này được gọi là Năm ba Hoàng đế.

## Sự kiện

### Tháng 5
- 13 tháng 5: Brasil công bố bãi bỏ chế độ nô lệ

### Tháng 9
- 26 tháng 9: Vua Hàm Nghi bị thực dân Pháp bắt sống khi đang ngủ.

### Tháng 10
- 5 tháng 10: Tại Đài Loan xảy ra bạo loạn

### Tháng 11
- 14 tháng 11: Vua Hàm Nghi bị đưa đến đồn Thuận Bài
- 22 tháng 11: Vua Hàm Nghi trở về Huế
- 25 tháng 11: Vua Hàm Nghi bị đưa vào Lăng Cô

### Tháng 12
- 13 tháng 12: Vua Hàm Nghi bị đày đi Bắc Phi
- 17 tháng 12: Nhà Thanh thành lập Bắc Dương thủy quân

## Sinh
- 9 tháng 1 – Olga Drahonowska-Małkowska (mất 1979)
- 10 tháng 5 – Max Steiner, nhà soạn nhạc Mỹ gốc Áo, được mệnh danh là "cha đẻ nhạc phim"[1] (mất 1971)
- 19 tháng 5 – Nhà thơ Tản Đà (mất 1939)
- 17 tháng 6 – Shmuel Yosef Agnon (mất 1970)
- 14 tháng 8 – John Logie Baird, nhà nghiên cứu tiên phong về vô tuyến điện và truyền hình người Scotland (mất 1946)
- 20 tháng 8 – Tôn Đức Thắng (mất 1980)
- 7 tháng 11 – Chandrasekhara Venkata Raman, nhà vật lý người Ấn Độ (m. 1970)
- 10 tháng 11 – Andrey Nikolayevich Tupolev (mất 1972)
- 24 tháng 11 – Dale Carnegie (mất 1955)
- 29 tháng 11 – Thomas Burn, cầu thủ bóng đá người Anh (mất 1976)
- Không rõ – Y Jut, nhân sĩ người Êđê Việt Nam (mất 1934)

## Mất
- 15 tháng 7 – Nguyễn Phúc Miên Hoang, tước phong Kiến Phong Quận công, hoàng tử con vua Minh Mạng (s. 1836).
- 17 tháng 10 – Marie Amelie xứ Baden, Công tước phu nhân xứ Hamilton.
- 18 tháng 12 – Nguyễn Phúc Miên Chí, tước phong Vĩnh Lộc Quận công, hoàng tử con vua Minh Mạng (s. 1836).
- Không rõ – Nguyễn Phúc Gia Phúc, phong hiệu Phục Lễ Công chúa, công chúa con vua Thiệu Trị (s. 1847).